# يورك تشاو
يورك تشاو (بالصينية: 周一嶽) هو قاضي صلح ‏ وسياسي صيني، ولد في 1947 في هونغ كونغ في الصين. انتخب Secretary for Health, Welfare and Food ‏ (12 أكتوبر 2004 – 30 يونيو 2007) وانتخب Secretary for Food and Health ‏ (1 يوليو 2007 – 30 يونيو 2012).